# Pavel Pýcha mladší
Pavel Pýcha mladší (* 2. února 1996, České Budějovice, Česko) je český hokejový obránce hrající za Banes Motor České Budějovice. Je synem bývalého hokejového obránce Pavla Pýchy.

## Kariéra
V mládežnických kategoriích hrával za Motor, následně působil v juniorském týmu EC Red Bull Salzburg. Po návratu do Motoru pomohl týmu dostat se do Extraligy ledního hokeje, kde v sezonách 2019-20 a 2020-21 byl kapitánem. V sezoně 2021-22 odešel do středočeského týmu BK Mladá Boleslav. Do Motoru se vrátil v sezoně 2023-24.

## Ocenění a úspěchy
- 2020 1.ČHL – Cena Ondřeje Buchtely
- 2020 1.ČHL – Cena Tomáše Zelenky
- 2020 1.ČHL – Nejlepší nahrávač mezi obránci
- 2020 1.ČHL – Nejproduktivnější obránce
- 2020 1.ČHL – Nejlepší hráč v pobytu na ledě (+/-)
- 2020 1.ČHL – All-Star tým

## Prvenství
- Debut v ČHL – 17. září 2020 (Madeta Motor České Budějovice proti Mountfield HK)
- První asistence v ČHL – 9. listopadu 2020 (Madeta Motor České Budějovice proti BK Mladá Boleslav)
- První gól v ČHL – 17. listopadu 2020 (HC Oceláři Třinec proti Madeta Motor České Budějovice, českému brankáři Josefu Kořenářovi)

## Klubové statistiky
| Sezóna       | Klub                      | Soutěž       |     | Základní část | Základní část | Základní část | Základní část | Základní část |   | Play off | Play off | Play off | Play off | Play off |
| Sezóna       | Klub                      | Soutěž       | Z   | G             | A             | B             | TM            | Z             | G | A        | B        | TM       |          |          |
| 2015-16      | HC Motor České Budějovice | 1.ČHL        | 1   | 0             | 0             | 0             | 0             | —             | — | —        | —        | —        |          |          |
| 2016-17      | HC Motor České Budějovice | 1.ČHL        | 38  | 1             | 7             | 8             | 14            | 9             | 0 | 1        | 1        | 2        |          |          |
| 2017-18      | HC Motor České Budějovice | 1.ČHL        | 46  | 1             | 10            | 11            | 16            | 5             | 0 | 0        | 0        | 0        |          |          |
| 2017-18      | HC Tábor                  | 2.ČHL        | 3   | 0             | 1             | 1             | 0             | —             | — | —        | —        | —        |          |          |
| 2018-19      | HC Motor České Budějovice | 1.ČHL        | 55  | 12            | 17            | 29            | 26            | 11            | 0 | 5        | 5        | 6        |          |          |
| 2019-20      | HC Motor České Budějovice | 1.ČHL        | 57  | 13            | 47            | 60            | 42            | —             | — | —        | —        | —        |          |          |
| 2020-21      | HC Motor České Budějovice | ČHL          | 37  | 10            | 16            | 26            | 16            | —             | — | —        | —        | —        |          |          |
| 2021-22      | BK Mladá Boleslav         | ČHL          | 50  | 2             | 13            | 15            | 14            | 13            | 1 | 3        | 4        | 6        |          |          |
| 2022-23      | BK Mladá Boleslav         | ČHL          | 50  | 3             | 12            | 15            | 18            | 4             | 0 | 0        | 0        | 4        |          |          |
| 2023-24      | HC Motor České Budějovice | ČHL          | 48  | 5             | 11            | 16            | 20            | 10            | 1 | 3        | 4        | 2        |          |          |
| Celkem v ČHL | Celkem v ČHL              | Celkem v ČHL | 185 | 20            | 52            | 72            | 68            | 27            | 2 | 6        | 8        | 12       |          |          |